# Ана Плавшић
Ана Плавшић је српска књижевница, уредница, веб новинарка и менторка писања.

## Биографија
Рођена је у Београду. У основној школи је наступала на представама, награђивана је за своје рецитације, радове и поезију. Дипломирала је на Економском факултету Универзитета у Београду. Завршила је онлајн курс креативног писања Бранда Скихорса и писања новела Кристине Лопез. Њене песме су објављене у зборницима у Србији, Босни и Херцеговини и Црној Гори. Песма „Када би ми рекао” је објављена у зборнику Лирска круна. Добитница је прве награде Удружења независних писаца за песму „Море” 2019. и награде за најромантичнију љубавну песму „Када би ми рекао” Клуба уметничких душа Мркоњић Града 2020. године. Септембра 2022. је објавила књигу за децу Авантуре младог Милисава. Организаторка је концепта „Караван Милисава” којим посећује школе по Србији и упознаје ученике са својом књигом. Промоција књиге, међу осталог, је одржана и у Народној библиотеци Беле Цркве. Ауторка је електронске књиге „Савладајте уверења која вас коче да пишете”, главног слогана Дечјег фестивала Опленац – „У здравој средини расту здрава деца” и менторског програма писања књиге.